# Londonderry (Nuevo Hampshire)
Londonderry es un pueblo ubicado en el condado de Rockingham en el estado estadounidense de Nuevo Hampshire. En el Censo de 2010 tenía una población de 24.129 habitantes y una densidad poblacional de 221,22 personas por km².

## Geografía
Londonderry se encuentra ubicado en las coordenadas 42°52′11″N 71°23′17″O / 42.86972, -71.38806. Según la Oficina del Censo de los Estados Unidos, Londonderry tiene una superficie total de 109.07 km², de la cual 108.74 km² corresponden a tierra firme y (0.3%) 0.33 km² es agua.

## Demografía
Según el censo de 2010, había 24.129 personas residiendo en Londonderry. La densidad de población era de 221,22 hab./km². De los 24.129 habitantes, Londonderry estaba compuesto por el 95.79% blancos, el 0.75% eran afroamericanos, el 0.08% eran amerindios, el 1.73% eran asiáticos, el 0.03% eran isleños del Pacífico, el 0.4% eran de otras razas y el 1.22% pertenecían a dos o más razas. Del total de la población el 2.08% eran hispanos o latinos de cualquier raza.